# Соуза, Эвертон Энрике де
Э́вертон Энри́ке де Со́уза (порт.-браз. Ewerthon Henrique de Souza; 10 июня 1981, Сан-Паулу) — бразильский футболист, нападающий.

## Карьера

### Клубная
Выступал за команды «Коринтианс» (Сан-Паулу, Бразилия), «Рио-Бранко» (Американа, Бразилия), «Боруссия» (Дортмунд, Германия), «Сарагоса» (Испания), «Штутгарт» (Германия), «Эспаньол» (Барселона, Испания) и «Палмейрас» (Сан-Паулу, Бразилия).
17 июля 2011 года подписал контракт с грозненским «Тереком». Дебютировал в составе новой команды в матче 20-го тура Чемпионата России, против московского «Динамо». В матче отметился забитым мячом. 9 января 2012 года покинул «Терек». В середине января заключил контракт с катарским футбольным клубом «Аль-Ахли» из города Доха. В августе стал игроком бразильского клуба «Америка Минейро» из города Белу-Оризонти.

### Национальная
До 2001 года выступал за сборную Бразилии до 20 лет. После победы на Чемпионате Южной Америки по футболу среди молодёжных команд его пригласили в первую Сборную Бразилии, за которую он выступал в период с 2001 по 2003 годы. Провел за первую сборную 7 матчей, в которых не отметился забитыми мячами.

## Достижения

### Клубные
- Победа в бразильской Серии А (2): 1998, 1999
- Победа в чемпионате штата Сан-Паулу (1): 1999
- Победа на Клубном Чемпионате Мира (1): 2000
- Победа в немецкой Бундеслиге (1): 2002

### В сборной
- Победа на Чемпионате Южной Америки по футболу среди молодёжных команд (1): 2001